# كيفن كوالسكي (متزلج لوحي)
كيفن كوالسكي (بالإنجليزية: Kevin Kowalski)‏ هو متزلج لوحي أمريكي، ولد في 27 مارس 1992.

## روابط خارجية
- كيفن كوالسكي على موقع ألعاب إكس (مؤرشف) (الإنجليزية)